# Begonia albopicta
Begonia albopicta là một loài thực vật có hoa trong họ Thu hải đường. Loài này được W.Bull mô tả khoa học đầu tiên năm 1885.